# 津島衣里
津島 衣里（つしま えり、1992年10月13日 - ）は、日本の歌手、モデル、タレント。
青森県青森市出身。フリー。

## 経歴
2010年、高校3年生（17歳）の時にTBS『紳助社長のプロデュース大作戦!』新人グラビアアイドル発掘プロジェクト企画でスカウトされたがデビューには至らず、高校卒業と同時に上京し一般企業で受付・総務として3年間働いた。スカウトされた縁で2016年（23歳）から芸能事務所に所属しモデル・タレント・女優として芸能活動をスタートさせる。
2017年3月3日、エヴァンゲリオンレーシングレースクイーン2017の真希波・マリ・イラストリアス役に選ばれた。
2018年に事務所を退社。その後2年間アルバイトと引きこもり生活をする中で今後のことについて考え、幼い頃からの夢だった「音楽をやりたい」と強く思うようになった。
2020年7月5日、音楽事務所BIG ISLAND RECORDS の BIR NEOに所属したことをInstagramで報告。
2021年10月1日、" ERI "の名義でアーティストデビューした。デビュー曲は「Dawn」。
2023年3月末で事務所を退社。今後はフリーで活動していくことをブログで報告。
2023年4月、7歳年下の一般男性と結婚した。

## 人物
趣味は、音楽、映画、アニメ、人間観察、料理、食べること。特技は、料理、ピアノ、新体操。普通自動車運転免許（マニュアル）、アクアソムリエ、ショコラマイスターの資格保持。
ペットはうさぎ。愛称はショコラ。

## 出演

### テレビ
- 2010年 TBS 紳助社長のプロデュース大作戦!
- 2014年 CX バイキング 今田耕司の美人会社員めぐり
- 2016年 TOKYO MX 東京オーディション イイネガールズ
- 2017年 TBS 王様のデザート

### 舞台
- 2016年　舞台「十二人の怒れる人々」

### CM
- 2016年 クレイジーケンバンド「元町チャーミングセール」TV-CM出演

### 広告
- 2018年「Pairs (ペアーズ) 」
- 2018年  K × TRECENTI  オリジナルMV 『 指輪物語 』

### PV・MV
- 2016年 クレイジーケンバンド「モトマチブラブラ」PV出演
- 2018年 K × TRECENTI  オリジナルMV 『 指輪物語 』

### Web
- 2016年 ベルヴィ ロビナテラス イメージモデル

### 書籍
- 2017年「先輩これからボクたちはどうやって儲けていけばいいんですか」カバーモデル

### レースクイーン
- エヴァンゲリオンレーシング2017 真希波・マリ・イラストリアス役
  - 3月4日：『ユニゾンリーグ』での「エヴァンゲリオン」コラボイベント開催を記念した特別生放送配信(配信元：ニコニコ生放送、FRESH！、MC：アメリカザリガニ、ゲスト：バッファロー吾郎（竹若元博）、川村ゆきえ、エヴァンゲリオンレーシングRQ 2017)[9]。
  - 5月3日 - 4日：SUPER GT、富士スピードウェイ[10]
  - 5月20日 - 21日：SUPER GT、オートポリス[11]
  - 6月18日：RQ撮影会
  - 7月29日 - 30日：鈴鹿8時間耐久ロードレース
  - 8月5日 - 6日：SUPER GT、富士スピードウェイ[12]
  - 8月26日 - 27日：SUPER GT、鈴鹿
  - 9月17日：RQ撮影会
  - 10月28日 - 30日：パチンコ『CRヱヴァンゲリヲン2018年モデル』のプロモーション、ニッカンスポーツ号外の配布[13]。東京　池袋（28日）、K-POWERS 大阪本店（29日）、仙台　ハピナ名掛丁周辺（30日）
  - 11月11日 - 12日：SUPER GT、ツインリンクもてぎ
  - 2018年2月4日：RQ撮影会